# 경산중학교
경산중학교(慶山中學校)는 대한민국 경상북도 경산시 계양동에 있는 공립 중학교이다.

## 학교 연혁
- 1946년 11월 1일 : 경산 노동강습소 발족
- 1951년 11월 29일 : 공립 경산중학교 인가(9학급)
- 1967년 10월 5일 : 병설 경산상업고등학교 설립 인가
- 1981년 2월 11일 : 중학교 33학급 인가
- 1984년 2월 29일 : 중·고등학교 분리
- 1985년 3월 1일 : 특수학급 설치
- 2000년 5월 20일 : 민간 참여 멀티미디어실 설치
- 2000년 8월 23일 : 경산시 계양동 신축 교사로 이전
- 2004년 5월 31일 : 급식소 준공 334석
- 2004년 10월 20일 : 디지털 도서관 준공
- 2006년 1월 3일 : 과학실 현대화 사업
- 2006년 5월 26일 : 다목적 강당 시설 보완
- 2024년 1월 4일 : 제73회 졸업식(졸업생 229명, 누계 25,330명)
- 2024년 3월 1일 : 제32대 윤순영 교장 취임
- 2024년 3월 4일 : 제76회 입학식(입학생 280명)

## 참고 자료
- 경산중학교 - 한국교육학술정보원 학교알리미